# Dat interesseert me echt geen ene reet
Dat interesseert me echt geen ene reet is een lied van de Nederlandse zanger René Karst. Het werd in 2022 als single uitgebracht.

## Achtergrond
Dat interesseert me echt geen ene reet is geschreven door René Karst en geproduceerd door Manfred Jongenelis. Het is een lied uit het genre feestmuziek. In het lied bezingt de zanger wat hij vindt van de meningen die anderen over zijn uiterlijk en de dingen die hij doet, hebben. Hij vertelt dat het hem niks doet en dat de anderen mogen zeggen wat ze willen zeggen. In de bijbehorende videoclip doet Karst samen met een aantal vrienden van hem verschillende willekeurige dingen die als "niet normaal" kunnen worden gezien. Het boeit de personen echter niks wat de mensen ervan vinden. Het lied vergaarde populariteit nadat het viraal ging op mediaplatform TikTok.

## Hitnoteringen
De zanger had slechts beperkt succes met het lied in Nederland. Het had geen notering in de Single Top 100 en ook de Top 40 werd niet bereikt; het lied bleef steken op de vijfde plaats van de Tipparade.